# コーカン
コーカン（ビルマ語：ကိုးကန့်[kóka̰ɴ]、中国語：果敢Guǒgǎn, [kwɔ̀.kàn]、グォガン、英語：Kokang）は、ミャンマー、シャン州北部の特区で、漢民族が集住する地区。現在は憲法によって政府から自治権を得ており、自治区となっている。

## 位置

ミャンマーのシャン州(黄)とコーカン(緑)の位置

シャン州の北部に位置し、西はサルウィン川、東は中華人民共和国雲南省に接する国境地帯である。

## 歴史

### 第二次世界大戦前後まで
コーカン地区の多数派である「コーカン族」は、約400年前、中国の明朝末期に迫害されて雲南省まで逃げてきた民族が起源といわれている。実際には、そうした正統派コーカン族に加え、四川省から流入した人たちが含まれる形跡もある。また第二次世界大戦後に中国雲南省から移住し、そのまま現在に至るまで住み続けている中国人も「コーカン族」と自称している。
南京応天府上元県出身の明の軍人で、雲南省順寧府から科干山老夯岩に逃れてきた楊高学の息子楊献才(Yang Hsien-tsai、ヤン・シエンツァイ、Yáng Xiàncái)が陳姓の土司を補佐する内、1739年に土司として統治を始め、興達戸（シンダーフー）と称した。1758年に亡くなってからは、息子の楊維興(Yang Wei-hsing、ヤン・ウェイシン、Yáng Wéixīng)が引き継ぎ、科干山（コーカンシャン、Kēgànshān)の長を名乗り、領地を約10倍に拡大した。1795年に亡くなってからは、息子の楊有根(Yang You-ken、ヤン・ヨウケン、Yáng Yǒugēn)が引き継ぎ、地域の名前を「果敢」と改称した。1840年、息子の楊国華は(Yang kuo-hua、ヤン・クオホワ、Yáng Guóhuá)は清朝から世襲果敢県令を命じられ、1959年まで世襲政治が続いた。

### 彭家声政権期
1989年3月11日、旧ビルマ共産党東北軍区の彭家声率いる反乱勢力はビルマ民族民主同盟軍(のちにミャンマー民族民主同盟軍(MNDAA)に改称)を結成した。ビルマ民族民主同盟軍は同年4月14日に 国家法秩序回復評議会と停戦条約を締結し、その結果、コーカンはその大部分がシャン州第一特区として事実上ミャンマーから独立した地位を得た。
特別区正式名称：　「ミャンマーシャン州第一特区（コーカン）」
特別区代表者：　Pheng Kya Seng（彭家声）　ポストは「主席」
特別区政府所在市：　ラオカイ(Laukkai、中国語 老街、ラオジエ、ピンイン Lǎojiē)
地域内共通言語：　コーカン語（北京語と同じく官話方言に属す西南官話の変種で、地域独自の借用語などを持つ）
行政組織：　中央委員会－県－区－郷－村－（組）
特別区は、軍事政権側がビルマ共産党の下で反政府活動をしていた少数民族側に、停戦時の取引条件として優先的に開発支援を受け一定の自治を認める地区としたものである。特別区は中央委員会を有し、そこでの合議制で特別区の運営が決められていく。
コーカンには独自の軍隊であるミャンマー民族民主同盟軍(MNDAA)があり、1989年の停戦時には約4000名の兵士を擁した。その後ミャンマー中央政府の攻撃や圧力を受けて2,000名以下に縮小している。中央政府は2008年憲法との整合性を取るために、少数民族の武装組織を国軍の統制下に置く国境警備隊化 (Border Guard Forces Programme) を図ったが、MNDAAの大部分はこれに反対した。2009年8月には国軍の侵攻を受けて彭家声派は潰走し、シャン州第一特区政府は崩壊した(2009年コーカン軍事衝突)。

#### 2000年代以降
コーカン地区では2003年に、それまで段階的に削減していたケシの栽培が全面禁止となった。現金収入が減る中、この年、食料や医薬品の不足を背景にこの地区の山間部を中心にマラリアが大流行し、279人の死亡が報告されている。この時、中国から巡回医療チームが派遣され、同時に医薬品も供与された。また、この年から国際連合世界食糧計画(WFP)が食糧支援を続けている。
2009年8月8日、ミャンマー警察が武器修理工場（麻薬製造工場と目していた）の摘発を行ったところ、現地の武装組織と戦闘状態に陥り、政府は治安部隊を投入したものの、政府側28人、武装勢力側8人以上の死者を出す激しいものとなり、1万人以上の住民が中国側へ越境するなどの混乱が見られた(2009年コーカン軍事衝突)。また、MNDAA自体も親政府派・反政府派に分裂した。特区主席の彭家声は逃亡し、隣接するワ州連合軍支配地域あるいは彭家声の娘婿ウー・サイリンがリーダーであるシャン州第四特区に匿われているという報道もある。

### 臨管会・コーカン自治区政府期
MNDAAの幹部（第１特区副主席）の一人である白所成は国軍に早々と降伏し、2009年8月25日に国軍から「ミャンマーシャン州第一特区臨時行政管理委員会（臨管会）」の長に任命された。MNDAAの残党は同年12月2日からは国境警備隊第1006大隊として国軍傘下に置かれることとなった。
2011年には2008年憲法に基づいたコーカン自治区が設置され、白所成は自治区主席に就任した。2009年直後はコーカン地区では白所成を狙った爆弾事件、狙撃事件などが散発したが、その後治安も安定していった。ミャンマーの民政移管後は、コーカン地区への中国の投資もさらに盛んとなり、中国国境（南傘国境）の楊龍寨(Yan Long Chai)に大規模な経済特区も造成され、工場、貿易地区の整備が開始した。
2015年2月9日、突如MNDAAが武器を持ってコーカン地区のラオカイ、パーセンチョー、シンタンから侵入し、武力で占拠した。
2021年2月3日、クーデターで政権を奪取した国軍により設立された国家行政評議会は、憲法419条に基づき、李正福 (Li Zhengfu;リー・ジェンフー, 別名:U Myint Swe; ウー・ミンスエ) をコーカン自治区主席に任命した。
2023年10月27日、MNDAA・TNLA・AAからなる三兄弟同盟が国軍に対して攻勢を開始した1027作戦。この作戦において、MNDAAはオンライン詐欺撲滅を掲げる中国政府の後押しを受けたとされている。三兄弟同盟による攻撃を受けて、国家行政評議会は同年11月15日に李正福自治区主席を解任し、代わりにウー・トゥントゥン准将を新たな自治区主席に任命した。

### コーカン自治区政府の瓦解
2024年1月5日、MNDAAはラオカイ制圧を宣言した。同年1月30日、国軍は詐欺容疑で指名手配されていた前自治区主席の白所成らを中国側に引き渡し、コーカン自治区政府の瓦解は決定的なものとなった。

## 下位行政区画
コーカン自治区は、2つの郡区に分かれる。
| 郡区           | 英名                  | 人口（2014年） | 面積（km²） |
| -------------- | --------------------- | -------------- | ----------- |
| コンジャン郡区 | en:Konkyan Township   | 59,905         | 1,074.4     |
| ラウカイ郡区   | en:Laukkaing Township | 94,843         | 770.06      |

## 経済

### 農業
水稲・陸稲・トウモロコシの栽培がなされている。経済作物としては、サトウキビ・茶・ゴム・クルミなどが栽培されている 。

### 畜産業
黄牛・スイギュウのほかに、ラバ・ブタ・ヒツジ・ニワトリなどの飼育がなされている。黄牛とスイギュウだけでコーカン地区の約9割の家畜を占めている。

### 工業
農具の加工や紡績業のような伝統的な産業のほか、化学工業、製薬業、建築材料やタバコの生産等がなされている。

### カジノ・詐欺産業
2023年の1027作戦まではオンラインカジノや詐欺産業が盛んであった。2023年12月に中国当局から詐欺容疑で指名手配されたBGF幹部の10人は、殆どがコーカン自治区娯楽管理委員会の委員であり、オンラインカジノや地下銀行に関与していたとされる。

## 住民

### 人口
2000年のコーカン地区人口は、約18万人と報告されているがその後の減少は、ケシ栽培の縮小・禁止により景気が悪くなったことにより多くの中国人が中国側に戻ったための減少であると思われる。

### 民族
2003年のコーカン地区の人口は、特別区政府によると約14万人であった。その内ミャンマー人は10万人前後で、その他は中国人と思われる。ミャンマー人の中では漢民族が90%前後を占める。コーカンの漢民族は華僑と異なりミャンマーの先住少数民族（タインインダー）と認定され、コーカン族と称される。その他にシャン族、パラウン族、ミャオ族、ワ族、リス族、ペー族、ビルマ族などが住む。ビルマ族はそのほとんどが任期を定めて派遣されている政府派遣の軍人、地方官およびその家族と小学校教師、農業指導員、医療従事者など公共サービス要員である。

## 外国からの支援
現在は、日本の国際協力機構（JICA）の他、WFP、NGO（World Vision, CARE, AMDA, ADRA, AZG）が支援活動行っている。

### 日本
日本政府は2005年5月より、JICAがケシ栽培の復活防止と貧困のどん底に陥った山村農民の生活再建のための総合的な技術協力プロジェクト「コーカン特別区麻薬対策・貧困削減プロジェクト」を進めている。
日本政府の総合援助プロジェクトの一環である基幹道路整備は、2007年5月にダーシュイタンとコンジャン間約42km の道路補修工事が完了し、コンジャンまで車で2時間半でいけるようになった。それまでは、雨季になると半日かかり、降雨が続くといけなくなることもあったコンジャンへのアクセスが大きく改善されつつある。その結果、農業緊急支援としての肥料配布や、WFP やNGO がおこなっている食糧配給などの支援も入りやすくなってきている。さらにコンジャン地区では2005年から茶の価格が上昇し、農家所得も向上してきている。この茶ビジネスを後押ししたのが、道路改善である。

### 日本語文献
- 高谷, 紀夫「シャンの行方」『東南アジア研究』第35巻第4号、1998年、doi:10.20495/tak.35.4_644。

### 中国語文献
- 魯成旺 (2012). 緬甸撣邦≪果敢志≫編纂委員会　. ed. 果敢志. 香港: 天馬出版. ISBN 9789624502084

### 英語文献
- United Nations Office on Drugs and Crime (2024). Casinos, Money Laundering, Underground Banking, and Transnational Organized Crime in East and Southeast Asia: A Hidden and Accelerating Threat (PDF) (Report). Bangkok. 2024年2月25日閲覧.